# 다쓰에정
다쓰에정(立江町)은 도쿠시마현 나카군에 설치된 정이다. 

## 연혁
- 1889년 10월 1일 - 정촌제 시행에 수반해 나카군 다쓰에촌이 성립하였다.
- 1908년 7월 20일 - 정으로 승격해 다쓰에정이 되었다.
- 1951년 4월 1일 - 다쓰에정이 폐지되어 나카군 고마쓰시마정이 되었다.
  - 6월 1일 - 고마쓰시마정이 시로 승격해 고마쓰시마시가 되었다.

## 참고문헌
- 『角川日本地名大辞典』36 徳島県、1986年。ISBN 4040013603。
- 小松島市史編纂委員会 編『小松島市史』 中巻、徳島県小松島市役所、1981年3月31日。NDLJP:9574772。
- 小松島市史編纂委員会 編『小松島市史』 下巻、徳島県小松島市役所、1988年2月11日。NDLJP:9576439。